# Nikołaj Nasonow
Nikołaj Wiktorowicz Nasonow (ros. Николай Викторович Насонов, ur. 14 lutego?/26 lutego 1855 w Moskwie, zm. 11 lutego 1939 tamże) – rosyjski zoolog, profesor Uniwersytetu Warszawskiego.
W 1879 roku ukończył studia na wydziale matematyczno-fizycznym Uniwersytecie Moskiewskim. W 1889 powołany na katedrę zoologii Uniwersytetu Warszawskiego, kierował nią do 1906 roku. Od 1906 do 1921 dyrektor Muzeum Zoologicznego Cesarskiej Akademii Nauk, od 1921 do 1931 kierował pracownią zoologii doświadczalnej Akademii Nauk ZSRR. W 1897 został członkiem korespondentem Cesarskiej Akademii Nauk, w 1906 członkiem zwyczajnym.
Był autorem prac z zakresu faunistyki, embriologii, morfologii, zoogeografii i biologii eksperymentalnej. Jako pierwszy opisał w 1883 roku gruczoł znajdujący się na odwłokach pszczół, nazwany gruczołem Nasonowa.
Jego synem był cytofizjolog Dmitrij Nasonow.